# Symbion americanus
Espèce
Symbion americanus est une espèce de cycliophores.
Ce sont des animaux microscopiques (0,4 mm sur 0,1 mm pour la femelle et 0,1 mm sur 0,05 mm pour le male nain). Ils vivent sur les pièces buccales du homard américain (Homarus americanus) et se rencontrent  aux États-Unis et au Canada dans l'océan Atlantique. Trois populations distinctes ont été identifiées.